# Saint-Martin-de-Brômes
Saint-Martin-de-Brômes település Franciaországban, Alpes-de-Haute-Provence megyében. Lakosainak száma 632 fő (2022. január 1.). Saint-Martin-de-Brômes Allemagne-en-Provence, Esparron-de-Verdon, Gréoux-les-Bains, Valensole és Saint-Julien községekkel határos.

## Népesség
A település népessége az elmúlt években az alábbi módon változott:
| Lakosok száma | 222  | 244  | 339  | 458  | 565  | 577  | 590  | 627  | 634  | 632  |
|               | 1968 | 1982 | 1990 | 2006 | 2013 | 2015 | 2017 | 2019 | 2020 | 2022 |